# Pugos Corona
Pugos Corona est une corona, formation géologique en forme de couronne, située sur la planète Vénus par -19° S et 335° E. Elle est localisée dans le quadrangle de Carson. Elle a été nommée en référence à Pugos, déesse khanty donneuse de vie. 

## Géographie et géologie
Pugos Corona couvre une surface circulaire d'environ 180 km de diamètre. 